# Лисин
Ли́син — село в Україні, у Демидівській селищній громаді Дубенського району Рівненської області. Населення становить 198 осіб.

## Історія

### Археологічні знахідки
Перша писемна згадка про заснування села Лисин нам не відома, тому, можливо, розпочинати його історію варто повернувшись до його назви. На сьогодні не існує точної версії походження топоніму Лисин. В дослідників є на цей варіант кілька теорій. Перша виводить назву від місцезнаходження села, адже географічно так склалось, що пункт, розташований на підвищенні, біля р. Стир, на лисій гірці. Отже, ймовірно, коли перші місцеві жителі прийшли освоювати територію для майбутнього села, то скрізь навколо був ліс, і тільки там, де сьогодні знаходиться центр села була «лиса гора», придатна для будівництва жител. Друга версія пов'язує назву з тим, що в місцевості було багато лисів, але все ж таки більшість схиляється до першої. Можливо існують й інші версії походження топоніму, але вони нам не відомі.
На території села люди почали селитися ще в давню епоху. Цей факт підтверджений матеріалами, які місцеві жителі постійно знаходять на берегах р. Стир, яка протікає вздовж села. Серед знахідок найчастіше зустрічаються крем'яні вироби та заготовки до виробів, які можливо були знаряддями праці давніх мешканців. На жаль, поки що археологічних розкопок на території села ніхто ще не проводив, тому точне датування ранніх поселень науковцями ще до сьогодні не здійснене, принаймні нам про це не відомо.
Польські дослідники початку XX ст. вважають, що в середньовічні часи на території села з'явилось перше оборонне городище. Воно було розташоване на високому, сухому березі р. Стир, оточене земляними валами і ровами, які захищали городище від нападів ворогів.

### Польсько-литовський період
Лисин вперше згадується в писемних джерелах на початку XVI ст., а точніше під 1512 р. Документ, у якому є спомин про село, розповідає нам про тодішніх його власників, якими була княгиня Василина Глібівна Лизиносівна. Вона походила з родини волинських князів Лизиносів, які потрапили на Волинь за часів панування Свидригайла, Великого князя Литовського (1370—1452). Княжна Василина була дружиною князя, красносільського намісника Івана (Михайла) Васильовича Королюка. В 1512 р. княжна передала в подарунок окремі свої володіння, у тому числі й Лисин своїй доньці Ганні і зятю Михайлу Зброховичу-Гулевичу.
Наступним власником лисинських земель був, імовірно, Петро Королюк (? — 1566). Він належав до представників аристократичної родини Загоровських, які залишили помітний слід у розвитку української культури. На початку XVI ст. Загоровські стають великими землевласниками і отримують значні привілеї. П. Загоровський займав важливі державні посади від луцького ключника і городничого до господарського маршалка. Активно займався адміністративною, військовою та меценатською діяльністю. Загоровський дуже швидко із дрібного землевласника став одним із найбільших земледержців на Волині. Факт володіння селом Загоровського підтверджений документом від 7 червня 1566 р., де Лисин згадується, як об'єкт конфлікту між його власником П.Загоровським і іншим землевласником Щастинимом Генсинським. Загоровський виставив претензію, що його опонент переорав межу між землями, і цим самим знищив кордон між володіннями сусідів-землевласників. Серед володінь згадується Лисин, Дубляни та Свищів.
Нова сторінка історії села, яка стала нам відома, пов'язана з татарським нападом на Волинь у 1621 р. Із архівних документів дізнаємося, що Лисин був одним із численних волинських сіл, які постраждали від татарського нападу, який відбувся 13-15 вересня 1621 р. Цей руйнівний для українців похід, був очолений кримським ханом Джанібек Гіраєм (1568—1636) і його молодшим братом Азаматом. Про загрозу татарського нападу польський король Сигізмунд III Ваза повідомив шляхту й міщан Волинського воєводства вже 30 серпня (тобто ще до початку нападу) своїм універсалом із Варшави. В акті йшлося про отриману з польського обозу інформацію щодо наміру кримського хана вирушити «з усією своєю потугою» Чорним шляхом на Волинь. У багатьох актах детально описано події тих трагічних трьох днів, й ті описи сповнені страждань, болю й відчаю людей, які в лічені години втратили все — близьких людей, майно, дах над головою. Молодих чоловіків, жінок і навіть дітей було забрано в полон.
У першій половині XVII ст., за свідченням не лише О. Цинкаловського, а й польських істориків, Лисин був одним із осередків розвитку такої релігійної течії, як аріанство. Взагалі, якщо повернутись до витоків, то саме XVI ст. землі нашого краю стають місцем розповсюдження найрадикальнішої реформаторської течії християнства — аріанства. Віряни-аріанці у своїх постулатах заперечували церковне вчення про єдину суть Трійці, вважали, що Христос — Син Божий — нижчий за Бога-Отця. В Україні на той час із 120 реформаційних громад більшість були аріанські й діяли вони переважно на Волині. Аріанство тоді було популярним серед представників шляхти, яка на той момент проживала в Лисині. У польській літературі під 1644 р. в Лисині згадується існування аріанського храму і поряд оборонного замку, який, на жаль, не зберігся до сьогоднішніх часів. Крім того, пізніші джерела подають інформацію про те, що навіть певний період у Лисині перебував відомий польський філософ, аріанський теолог, Анжей Вішовати (1607—1678 рр.). Але з часом осередок занепав, адже в другій половині XVII ст. аріанство, як віра було заборонене на теренах Речі Посполитої, а його представники зазнали утисків із боку влади. Так у 1658 р. сейм видав указ згідно із яким усі аріани за два роки мали продати усе своє майно і виїхати за межі Польщі. У цей час аріанства, як релігія в Лисині занепадає назавжди. Замок і храм були знищені католиками, як і в інших містах і селах Речі Посполитої того часу. На місці храму був побудований перший католицький храм, мова про який піде нижче.
Не можна не згадати про те, що в середині XVII ст. на території Лисина проживала одна відома особа свого часу, якою був Гаврило (Габріель) Гулевич (1592—1672 рр.) — відомий чернігівський козацький хорунжий. Це був дуже відомий і освічений чоловік, який займав високі посади в Речі Посполитій. Причиною його перебування в селі було його розташування, як вдалого оборонного пункту, із якого добре було видно наступ татарських військ, які тоді спустошували нашу землю. Гаврило Гулевич згадується Іваном Виговським в Гадяцькому договорі 1658 р. Нам відомо із епістолярної спадщини хорунжого Г. Гулевича, що в Лисині він перебував протягом 1653 р. Про це він згадує кілька разів у своїх листах до Марка Любенецького, де він зазначає, що знаходиться в маєтку Лисині біля Дубна, також дізнаємося про постійне протистояння в регіоні з татарами. У середині XVII ст. в Україні вибухнуло національно-визвольна козацько-селянська революція 1648—1657 рр. У ній брали участь усі українські суспільні верстви Волині, долучився до неї і Гаврило Гулевич, який за це був позбавлений своїх шляхетських прав та маєтностей польським королем.
Як уже згадувалося раніше, на місті аріанського храму постав новий католицький. Напевно, спочатку це була просто дерев'яна капличка. Адже формально перший дерев'яний костел був побудований кілька десятками років пізніше, а точніше в 1724 р. Він теж не був великим за розмірами. Його основними фундаторами були шляхтичі і католики із роду Древньовських, а саме: Адам з Древньова та підкоморчий Мелєюв Древньовський. У цей час в першому костелі з'являються перші традиції основних престольних свят, на які приходила велика кількість прочан. Започатковано, що кожного року, 6 грудня, перед католицьким Різдвом відбувалось масове відпущення гріхів. У деяких джерелах навіть вказано, що таку традицію документально для костелу підтвердив своїм указом тодішній Папа Римський Клементом XIII (1693—1769).
Через якийсь невеличкий проміжок часу число віруючих, які приходили на службу зросло до великих розмірів, і це привело до того, що на базі Лисина в 1777 р. була сформована католицька парафія Преображення Господнього («Przemienienia Pańskiego»). Відтепер у підпорядкування Лисина входили такі навколишні села, як: Хрінники, Чорна Лоза, Домрова, Демидівка, Дубляни, Глибока Долина, Ільпібокі, Каролінка, Кісилин, Княгинин, Кущі Вовковийські, Лішня, Лопавши, Маріанка, Мьодушув, Новина, Охматків, Пасіка, Перекалі, Полянувка, Рогожно, Рудка, Сілановіца, Шостий Квартал, Толпижин. Лисинська парафія поширювала свої повноваження управління на села, які належали до складу трьох гмін із центрами в населених пунктах Боремель, Княгинин, Теслюгів тодішнього Дубенського повіту. Всього нова парафія охоплювала до тисячі прихожан. Із її проголошенням постало нова потреба в будівництві більшого храму, адже старий не вміщав і половини бажаючих відвідати месу.
Завдячуючи старанням тодішнього ксьондза Станіслава Карповіча і відданим парафіянам: Станіславу Якубовському, Антонію Моссаковському, військовому із с. Княгинина та Єжи Стрильницькому в 1792 р. було ухвалене рішення про розбір дерев'яного костелу і початок будівництва на його місці великого нового мурованого храму. Процес будівництва зайняв не один рік, і як результат 6 серпня 1800 р. відправилась перша служба в новому костелі Преображення Господнього.

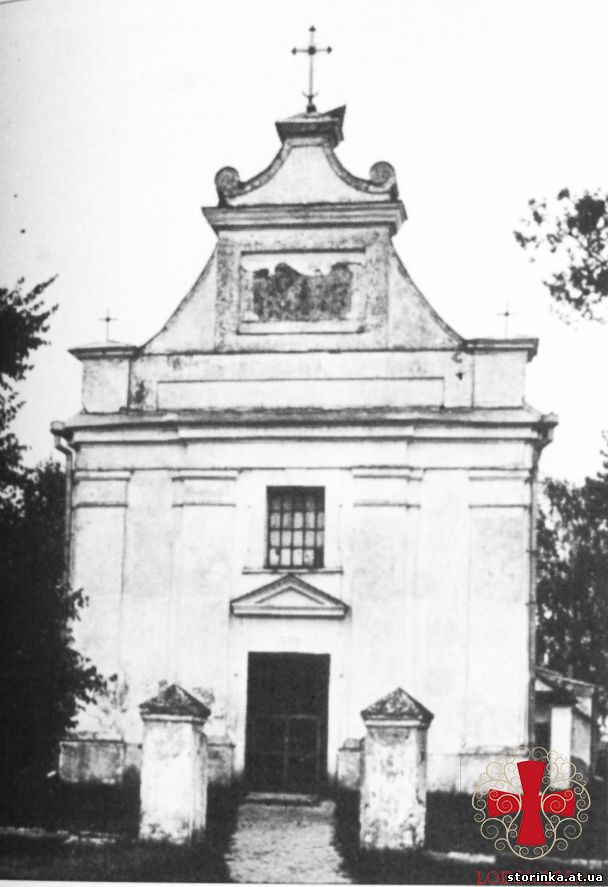
Католицький костел. Фото 1930 р.

Новий храм за формою був чотирикутним. Фасад мав пірамідальну форму, і був трішки вищим за дах. Костел був побудований у стилі «емпір», і це було не випадково, адже саме в 1800 р. класичний стиль в архітектурі замінює емпір (походить від слова «імператор», «імперський»), він був характерним для доби французького імператора Наполеона І Бонапарта. Костел справді був вбраний по всіх вимогах імператорського стилю. Зовні він був чисто білого кольору, а навколо було висаджено багато різних декоративних квітів та кущів. Крім того окрасою католицького костелу в с. Лисині були кілька прекрасних риз і кап, виготовлених спеціально із пасків та дорогоцінних тканин, які були привезені із Слуцька (сучасна Мінська область, Білорусь). Вони були пошиті на ткацькій фабриці («персіарні») князів Радзивіллів, що у Слуцьку. Цінність таких виробів в регіоні була дуже велика, адже виробляли їх вручну із шовкових, золотих або срібних ниток.
Існує багато відомостей про те, що в Лисинському костелі протягом XIX ст. знаходилася цінна ікона із зображенням Ісуса Христа і тридцяти трьох хрестів. Її авторами були художники італійської школи. Раніше вона знаходилась в галереї італійських князів Д'Есте. Якже така цінна річ потрапила до Лисина?
Від початку ікона знаходилась в Італії на віллі князів Д'Есте. Після Італійської компанії (1796—1797 рр.) французьких військ, вона потрапила в руки Наполеона І Бонапарта. Він подарував її за бойові заслуги Вінценту Шептицьком (1782—1836 рр.), відомому польському генералу, лейтенанту Імператорської армії, який відзначився в багатьох битвах. На початку XIX ст. генерал одружився з княгинею Констанцією Чацькою, яка проживала разом з батьками в своєму родинному помісті в с. Боремлі. Шептицький подарував для боремельського костелу дорогоцінний портрет Ісуса. Але в Боремлі святиня довго не затрималась, адже розпочалось Велике польське постання 1831 р. проти влади Російської імперії. До повстання примкнули родина Чацьких і В.Шептицький, за що пізніше були покарані. Маєток у Чацьких був конфіскований, а костел знищений. Стараннями місцевого пробоща Домініка Завадського, який був переведений до Лисина з Боремля, ікона була врятована. Новий ксьондз старанно оберігав святиню, адже знав про її чудодійну силу. Образ Ісуса старанно зберігався в окремій кімнаті житла ксьондза і був закритий від загалу. З появою ікони в селі, розпочинаються зцілення від хвороб місцевих жителів. У кожному в Лисині був хтось із рідних, кого зцілила ікона Спасителя. Д.Завадський дуже вболівав, щоб ніхто з російської влади не забрав її. Скоро слава про зцілення виходить за межі села, і на службу починають приїжджати люди з цілого повіту. Цілі черги чекають на зустріч із ксьондзом та образом, а місцеві мешканці ставляться до цього як до звичайного повсякденного явища. Самого Д.Завадського ще при житті вважали за святу людину, адже він був надзвичайної доброти, нікому ніколи не відмовляв в зустрічі. Ікону він відкривав лише при молитві за хворого. Кожен день пробощ просинався о 4-тій годині і молився, о 6-тій сповідав прихожан, а в 11-тій розпочинав служіння в костелі. Після служби влаштовував сніданок для прибулих здалеку прочан. Про Д. Завадського згадують у своїх книгах відомі польські шляхтичі, релігійні діячі, яким довелось із ним поспілкуватись.

### XIXст.
Зиґмунт Щенсний Фелінський — Варшавський архієпископ (1862-83), святий Римо-Католицької церкви, який був вихідцем з Волині у своїх спогадах згадує Домініка Завадського, як свого вчителя. Крім того він розповідає, як ікона в Лисині зцілила доньку його родички, відомої польської письменниці Єви Фелінської — Пауліну, яка була тяжко хвора. Нічого не могло врятувати дівчинку, але матір Єви Фелінської розповіла про чудодійну ікону і пробоща, який зцілює. Після кількох відвідин костелу і молитов Завадського, дівчинка стала здоровою. Після цього родина Фелінських, була частими гостями в костелі, особливо матір Єви Фелінської. Отже, слава про Лисин ширилася по навколишніх містах і селах. За переказами очевидців тих часів, у неділю під час служби весь беріг р. Стир був заставлений возами і кіньми, так багато прихожан прибувало до костелу. Свідченням цього є і сповідальні метрики, які зберігаються в Рівненському державному архіві, адже там ми бачимо багато відомих польських родів. До костелу ходили не лише католики, а й православні, адже святе слово ксьондза примиряло людей різних конфесій.
Домінік Завадський дуже переживав, щоб його діяльність не була по трактована російською владою, як окатоличення населення. Саме тому він ініціював будівництво в селі православного храму. В 1849 р. в Лисині з'явилась православна церква, названа іменем Святого. Івана Богослова. В день свята на Івана Богослова було оголошено престольне свято, яке святкується досі. Храм був дерев'яний, дах покритий гонтом. Крім нього була зведена дерев'яна дзвіниця. Переважну кількість коштів для церкви виділив ксьондз разом із католицькою громадою. Це було зроблено і з метою збереження костелу від конфіскації в майбутньому, на користь православних. В 1872 р. був проведений капітальний ремонт святині. Відомо, що убранство церкви було не дуже пишне, а скоріше скромне.
В цей час село якраз переходить у спадок від роду Древньовських до Хрущовських. На початок XIX ст. в Лисині нараховувалося сорок шість будинків, у яких проживало біля трьох сотень людей. Серед імен православних священиків, які були на службі в Лисині маємо лише згадку про Іларіона Белецького, який в 1890 р. відвідав з родиною джерело святої Анни.
Про ксьондза Домініка маємо згадку в книзі-спогадах відомого польського письменника Ігнатія Радлінського, який був родом із цих земель. У своїй книзі, Лисин він згадує під 1858 р., коли автор відвідав село і його костел. Радлінський оповідає і про діяння ксьондза і про вигляд костелу. Зазначає також, скільки багато католиків приїжджало до села на службу. Також він згадує, що на весні до Лисина було дуже важко доїхати, через польові дороги, які розмивали дощі. Він навіть називає випадок, що в квітні не зміг добратися на похорон свого батька, настільки було бездоріжжя.
І. Радлінський свої дитинство провів саме в Лисині, воно припало на 1850-ті роки.
Серед послідовників ксьондза, які правили в Лисині нам відомі Антоній Йонас, Вінцент Калькус, Корнел Рутковські [6]. Серед польських шляхетських родів, які проживали на території села варто назвати Втожецьких, Рутковських і Стасєвічів. Сьогодні представники польських сімей уже не проживають в селі, усі вони виїхали до Польщі в 40-х рр. XX століття, після масових вбивств польського населення в 1943 р.

### Українська революція

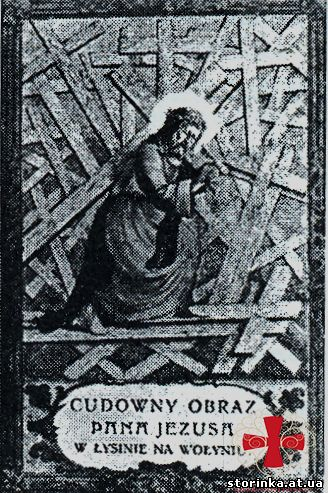
Ікона «Чудотворний Христос Лисинський». Фото 1930 р.

7 (20) листопада 1917 року, відповідно до Третього Універсалу Української Центральної Ради, увійшло до складу Української Народної Республіки.
В 1923 р. адміністратором парафії в Лисині, яка відносилась до Дубенського деканату Луцької дієцизії був Францішек Топольські. В 1938 р. Лисинська парафія нараховувала 950 вірних. Її діяльність була припинена в липні 1943 р., коли костел був спалений воїнами УПА разом із відомою іконою. По війні мури костелу були розібрані місцевими жителями на льохи та хліви. Зараз немає і сліду від давньої святині, яка стояла на підвищені біля р. Стир. Прикро, але на місці, де була католицька святиня навіть немає хреста, а лише городи і випасається худоба. Певний час серед місцевих жителів побутувала історія, що на місці костелу заритий скарб, адже колись при будівництві його закопували в землю. Дехто навіть безрезультатно намагався його шукати, але це все вигадки, бо найбільший скарб — костел і чудодійну ікону Лисин втратив давно.

### Незалежна Україна
12 червня 2020 року, відповідно до розпорядження Кабінету Міністрів України № 722-р від «Про визначення адміністративних центрів та затвердження територій територіальних громад Рівненської області», увійшло до складу Демидівської селищної громади Демидівського району.
19 липня 2020 року, в результаті адміністративно-територіальної реформи та ліквідації Демидівського району, село увійшло до складу Дубенського району.

## Населення
За переписом населення України 2001 року в селі мешкало 228 осіб.

### Мова
Розподіл населення за рідною мовою за даними перепису 2001 року:
| Мова       | Відсоток |
| ---------- | -------- |
| українська | 99,06 %  |
| російська  | 0,94 %   |

## Транспорт
Є пряме автобусне сполучення з районним та обласним центрами, маршрутне таксі Рівне-Лисин.

## Освіта
В селищі нині немає ні дитсадка ні школи.

## Релігія
З давніх часів на території села було кілька кладовищ. Перше аріанське біля аріанського храму, перетворилось на католицьке. Сьогодні це місце розорали, там знаходяться людські садиби і городи. Друге, нове кладовище знаходиться за межами села, на його окраїні. Воно умовно поділене на дві частини: православну і католицьку. Тобто різні конфесії хоронили своїх небіжчиків окремо, православні в лівій частині від входу, а католики — правій. На території католицького є надгробки не лише на польській, а й на чеській мові, адже в Лисина (на Колонії були родини чехів). Раніше було багато склепів і хрестів, прикрашених ангелами і зроблених з цінних порід каменю і граніту. Зараз склепи пограбовані, хрести зламані, хоча в 90-их ми ще могли прочитати прізвище і роки життя мешканців. Сьогодні католицьке кладовище перебуває в занедбаному стані.
На новому кладовищі було дві каплиці, які знаходились при входах до нього. До сьогодні вони не дійшли. Одна з них була побудована в 1800 р. із появою мурованого костелу, можливо саме тоді і було закладено кладовище.
В післявоєнний час, з проголошенням політики атеїзму, зразу після костелу радянською владою була знищена православна церква. Коли радянська влада наказала місцевим жителям руйнувати святиню, то дуже багато людей відмовлялося, адже знали, що за таке Бог обов'язково покарає цілий рід. Але знайшлись ті, хто погодились. Проте з першого разу її зламати не вдалось, кілька разів трактор перевертався. Чудом одному місцевому мешканцю вдалось врятувати хрести із храму. Він закопав їх в землю і оберігав до кращих часів. З відходом «комуни», хрести відкопали і сьогодні вони прикрашають нову православну святиню, збудовану по фундаменту старої церкви в 1992 р. Кожного року, 9 жовтня в селі відбувається престольне свято на Івана Богослова. Сьогодні в Лисині немає своєї школи, пошти, базару, але є свій храм.

## Риболовля

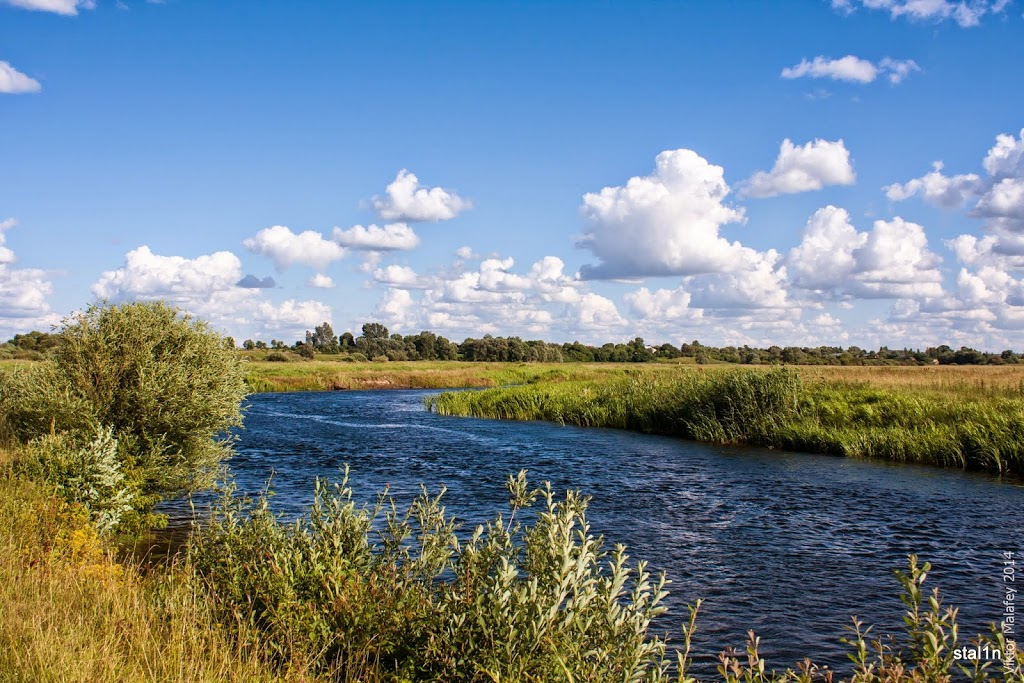
Річка Стир на околиці села Лисин

Поряд з селом тече річка Стир. Місця для риболовлі біля села знаходяться нижче Хрінницької гідроелектростанції кілометрів на 5. На тій ГЕС постійно то спускають воду, то набирають її у водосховищі. Відповідно це постійно змінює рівень води у самій річці. А всім добре відомо, що при різкому змінені тиску в воді риба починає “хворіти”, стає в’ялою, малорухливою і головне – зовсім перестає харчуватись. Потрібно завжди зважати на цей факт.
В річці найбільша доступна для рибалки риба – це плотва. Їх тут називаються плотицею. Клює вона на варену пшиницю. Але і щоб її спіймати потрібно обов’язково прикормлювати місце(тією ж пшеничкою). До речі, місцеві жителі називають процес прикормлювання посипанням, чи підсипанням.
Не так важко тут впіймати і ляща, щоправда переважно клюють особини вагою до 100 грам. Як що ж постійно прикормлювати одне й те ж місце і мати рибацьку вдачу, можна спіймати рибу вагою понад кілограм. Рекорд в 2011 році склав лящ вагою 4,2 кілограм! 
Окремо потрібно написати про ловлю карася. Були такі часи декілька років тому, що під час жнив на Стир приїзджало купа народу, і займали так щільно берег певної ділянки ріки, що не було де стати. В цей час йшов карась. Справжній дебелий карась, вагою по 500 грам і більше. Тепер спіймати його тут важко. Ніхто не знає, що сталось: чому карась не нагулюється в кінці літа як раніше. Але наловити карасиків завжди можна в старицях ріки Стир, їх тут називають Старий Стир. В цих старих руслах водиться багато краснопери, є плотва, звичайно карасі, і лин. Водиться він і в річці (поміж водоростей і в мулистих місцях, які поросли кувшинками). Але популяція лина значно зменшилась, як розказують місцеві рибалки, ще в двохтисячних роках впіймати кілограмового линка на вудку на Старому Стиру було буденною справою. А зараз линків в 350 грам вже можна вважати трофеями. Найкраще ця риба ловиться у травні місяці на звичайного хробака.
Стандартний розмір щуки, який попадається – це щупачки в 500 грам. Рідко хто ловиться щук більше двух кілограм. Але велика щука теж є. В 2011 році було спіймано щуку на Гусаковій шиї (це таке місце на річці з мисом) вагою понад сім кілограм.
Окунь чудово ловиться на “дьоргавку” – зимню блешню. У мене пару раз брав на живця (живцем був бичок). Також я ловив окунів на опариша фідером.
Під пологим (дуже мілким) берегом постійно б’є жерех. Його тут називають білизна.
Влітку вночі завжди ловиться сом. Звичайно, стандартний розмір – це 200 грамові дрібні особини. 
Судака став виключною рідкістю.

## Відомі люди

### Народились
- Левицький Петро Ростиславович — фахівець у галузі медицини, спортсмен, підприємець. Кандидат медичних наук (2006). Головний лікар «Тернопільського міського лікувально-діагностичного центру».